# 里亚尚-杜巴卡马尔蒂
里亚尚-杜巴卡马尔蒂是巴西帕拉伊巴州的一个市镇。总面积38.369平方公里，总人口4071人，人口密度106.1人/平方公里。